# Tzum (plaats)
Tzum (Fries: Tsjom) is een terpdorp in de gemeente Waadhoeke, in de Nederlandse provincie Friesland. Tzum ligt tussen Wommels en Franeker aan de Oudemeer en de Tzummervaart. Tzum was van 1816 tot 1984 hoofdplaats van de gemeente Franekeradeel. In 2023 telde het dorp 1.110 inwoners.

## Geschiedenis

### Voor Christus
Aangenomen wordt dat de ontwikkelingsgeschiedenis van Tzum omstreeks 600 v.Chr. begon, toen de eerste bewoners zich vestigden op de plaats waar nu Tzum ligt. Rond die tijd lag in het noorden van het tegenwoordige dorpsgebied van Tzum een kwelderwal, waarop naast Tzum ook Holprijp en Tallum ontstaan zijn. Deze kwelderwal was tevens de kustlijn, want direct ten noorden hiervan lag de Waddenzee. Ten oosten van Tzum werd de kwelderwal onderbroken door een zuidwaarts stromende slenk, waarvan verondersteld mag worden dat deze door de bewoners "Laak" werd genoemd. Laakwerd heeft hier haar naam aan te danken (laak=slenk en werd=wierd/terp).

### Romeinse rijk
De Romeinse militaire bezetting van het dorpsgebied van Tzum heeft niet lang geduurd, maar handelscontracten tussen de Romeinen en het noorden van Friesland bleven meer dan twee eeuwen bestaan. Een voorbeeld hiervan is het schrijfplankje van Tolsum, niet zover van Tzum gevonden, over een onderhandeling tussen een slaaf genaamd Carus en een onbekende meester.

### Middeleeuwen
Na de inname van Noordwest-Friesland door Frankische troepen in 734, probeerden de nieuwe machthebbers de inwoners van Tzum te bekeren tot het christendom. Hoewel er verzet was tegen de kerstening, stond er rond het jaar 800 in Tzum waarschijnlijk een kerkje.

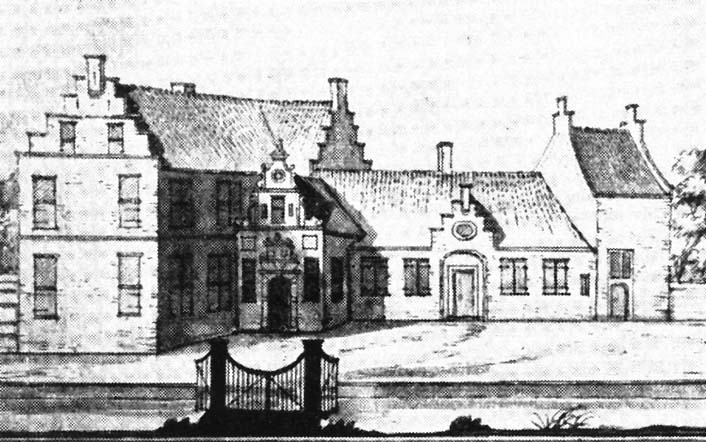
De Hottinga State, een vroegere stins in de buurtschap Holprijp

In de middeleeuwen hanteerde men in Franekeradeel het zogenaamde "rechtsomgang". Dit was een systeem waarbij er sprake was van een college van acht rechters waarvan één de functie van grietman bekleedde. Elk jaar kregen acht rechtvoerende 'staten', boeren met grond, de beurt rechters te kiezen. Voor dit doel was Franekeradeel verdeeld in vier "Fiarndelen" (Vierdedelen) van elk twee eedsgebieden, die een rechter leverden. Binnen de eedsgebieden werden de beurten tevens verdeeld. Een van deze Fiarndelen (met hoofdletter) was het Tzumminga Fiarndel, maar hier waren opvallend genoeg de rechters uitgesloten bij de grietmanskeuze. Tzumminga Fiarndel was op zijn beurt weer verdeeld in vier fiarndelen (met kleine letter):
- Tzumminga fiarndel: Tzum, Barrum en Laakwerd (in het westen)
- Faltema fiarndel: Tallum, Fatum en Teetlum (in het oosten)
- Tritzema fiarndel: Tritzum, Tolsum en Koum (in het zuidwesten)
- Rijpera fiarndel: Holprijp, Herum en Truurd (in het noorden)

### 1500 tot 1800
In 1516 is vrijwel het gehele dorp afgebrand door toedoen van de Zwarte Hoop, een groep van afgedankte soldaten van Georg van Saksen. Aangezien Tzum in die tijd vooral bestond uit houten huizen bleef slechts een deel van de huizen behouden. Alleen inwoners die zich een stenen huis (stins) konden veroorloven, hadden geluk. Een aantal van deze stinzen waren Oud-Herema, Hermana en Hottinga.
Op 6 juni 1548 werd begonnen met de bouw van de toren van de Johanneskerk en op 20 oktober 1549 was de bouw voltooid. Tijdens de Tachtigjarige Oorlog werd de toren in 1586 in brand gestoken door Spaanse troepen.
In 1718 stond bij de haven een molen, waarschijnlijk een korenmolen. Tevens waren inmiddels alle boerderijen gebouwd van steen.

### Na 1800
Op 10 oktober 1816 veranderde de gemeente Tjum in Franekeradeel. Toch bleef Tzum de hoofdplaats van de gemeente, totdat in 1984 door de gemeentelijke herindeling Franeker en Barradeel met Franekeradeel fuseerde waarbij Franeker de hoofdstad werd.
Na de landbouwcrisis van 1870 nam de werkloosheid drastisch toe en werd er significant meer gebouwd in de dorpskern. In bevolkingsregisters wordt zelfs hier en daar vermeld dat mensen ondergebracht werden in een stal of varkenshok. Door de toename van bevolkingsdichtheid was er ook sprake van epidemieën. De woningwet van 1901 bracht verandering aan de erbarmelijke omstandigheden.

## Etymologie
De oorsprong van de naam "Tzum", die vroeger verschillende schrijfwijzen had, is niet helemaal zeker. Waarschijnlijk is de oudste vorm Kimminge; misschien was dit de naam van de slenk die ten noorden van en langs de kwelderwal bij Tzum stroomde. Deze naam is in de loop der tijd veranderd naar Chzimingen (1222), Shyommengum (1275) en Zimminghum (1335). Bij de laatste twee is de verbastering te zien van het waarschijnlijke Kimmingeheem, dat ontstaan is toen het achtervoegsel '-heem' toegevoegd werd, door de vele stammen die Friesland binnendrongen.
Kim staat voor "rand" en Tzum lag toen inderdaad aan de rand van het toenmalige vasteland. De verbasterde schrijfwijzen van Kimmingeheem werden langzamerhand samengetrokken tot Kingum, dat vervolgens door Deense invloeden veranderd is naar Tsjumgum, Tsjomgum of Ztumgum (1408). Deze naam is bekend uit geschreven bronnen uit de late middeleeuwen. Uiteindelijk is het achtervoegsel -gum geheel verdwenen.

## Kerktorens van Tzum en Oldeboorn
Op de vrij hoge en omvangrijke terp staat de Johanneskerk van de protestantse gemeente met daarnaast de in de wijde omtrek opvallende toren, die met 72 meter de hoogste is van alle dorpskerken in Friesland. Het grootste deel daarvan komt voor rekening van de 41 meter lange spits.
Volgens een bekende sage hebben de bewoners van Oldeboorn gewedijverd met Tzum om de kerk met de hoogste toren. De Oldeboorners wilden de hoogste toren van Friesland hebben, wat betekende dat hun toren van de Doelhofkerk hoger moest worden dan die van Tzum. Daarom reisden twee mannen naar Tzum om te bepalen hoe hoog die toren precies was. Ze beklommen de toren en maten de hoogte met een touw. Daarna bleven ze in de plaatselijke herberg overnachten. Terwijl ze sliepen sneed de waardin een flink stuk van het touw af. Het uiteindelijke gevolg was dat de toren van Oldeboorn toch lager werd dan de toren van Tzum. De inwoners van Oldeboorn worden sindsdien tuorkemjitters (torenmeters) genoemd en die van Tzum lyntsjesnijers (lijntjesnijders).

## Buurtschappen
In het dorpsgebied van Tzum liggen diverse buurtschappen waarvan de meeste op of bij een terp liggen of lagen. Het gaat om de buurtschappen  Fatum, Miedum (deels), Tolsum en Tritzum en de voormalige buurtschappen De Kampen, De Vlaren, Holprijp, Koum, Laakwerd, Barrum, Teetlum. De Nieuwe encyclopedie van Fryslân duidde in 2016 ook nog de buurtschappen Meesterhuis en Tallum.

## Cultuur
Ten oosten van de Johanneskerk staat het dorpshuis van het dorp, genaamd de Moeting. Het dorp had tot 2019 een eigen brassband, Brassband Tzum. De band is ook wel bekend onder zijn oude naam, Prijst den Heer. Daarnaast heeft Tzum ook zijn eigen Oranjevereniging en dorpsbelang. 
Tzum trekt jaarlijks landelijke bekendheid door het evenement Fuelpower, een festival waarbij trekkertrek (tractorpulling) en oldtimers centraal staan.

## Sport
In het zuiden van Tzum ligt sportcomplex het Lyntsjepark, waar niet alleen VV Tzum traint en thuiswedstrijden speelt, en waar kaatsverenigingen Wêz Wis Tsjom en Keatsskoalle 't Begjin en Tennisvereniging Tzum gehuisvest zijn.

## Onderwijs

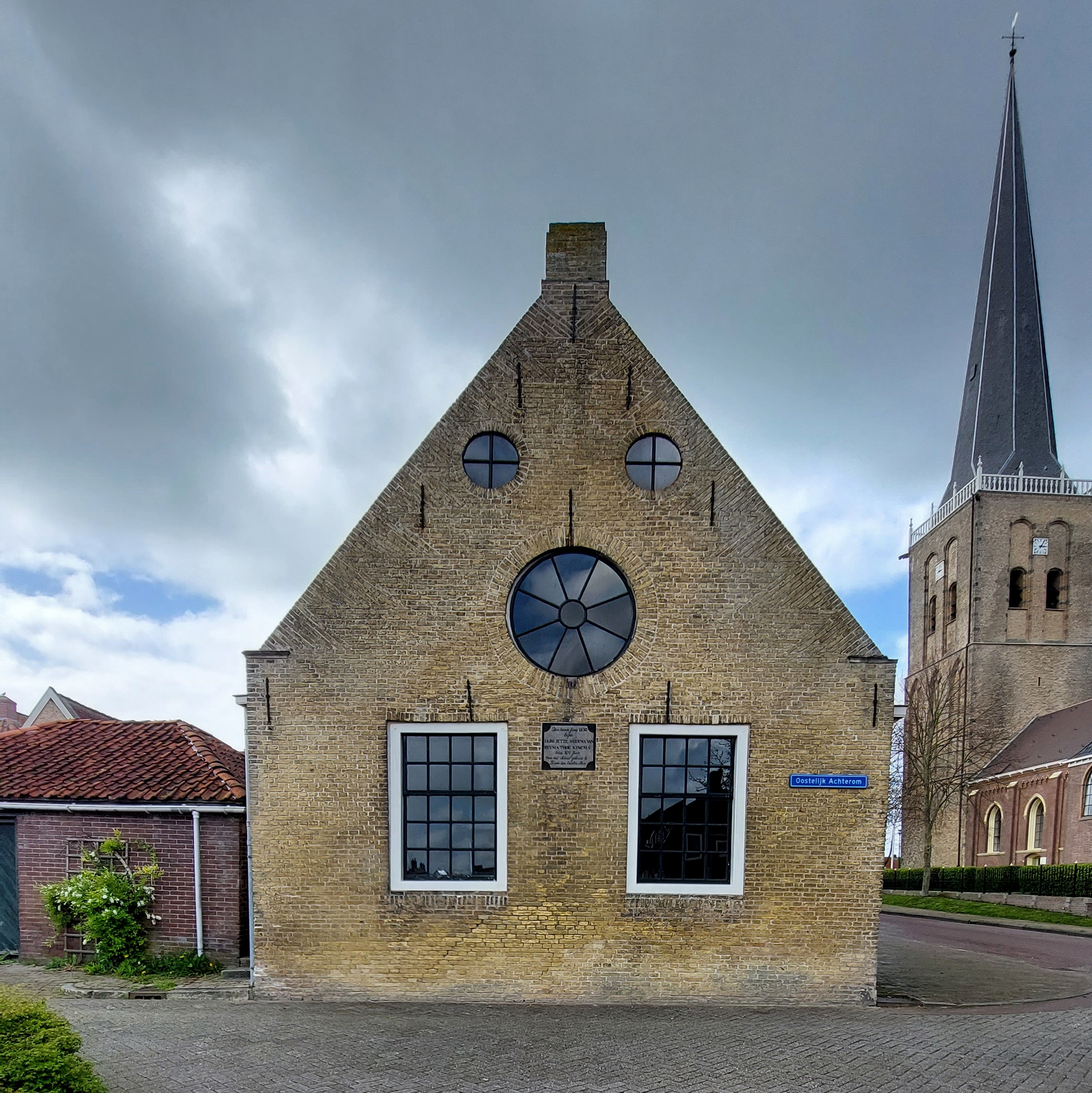
Het oude monumentale schoolgebouw op de hoek van het Oostelijk Achterom

Tzum heeft een protestantse basisschool, de Staetlânsskoalle.
Het dorp heeft echter in de loop van tijd meerdere verschillende scholen gehad. Eén daarvan is het monumentale schooltje op de hoek van het Oostelijk Achterom uit 1830. In 1870 is op de hoek van de Voorstraat een nieuwere ruimere openbare school gebouwd, die in gebruik bleef tot 1934. In 1866 werd er nog een (bijzondere) school geopend op het Westelijk Achterom. Deze bleef in gebruik tot 1904; toen de 'nieuwe' school naast de zuivelfabriek in gebruik werd genomen. Deze is later weer gesloopt om plaats te maken voor de huidige Staetlânsskoalle.

## Zuivelfabriek

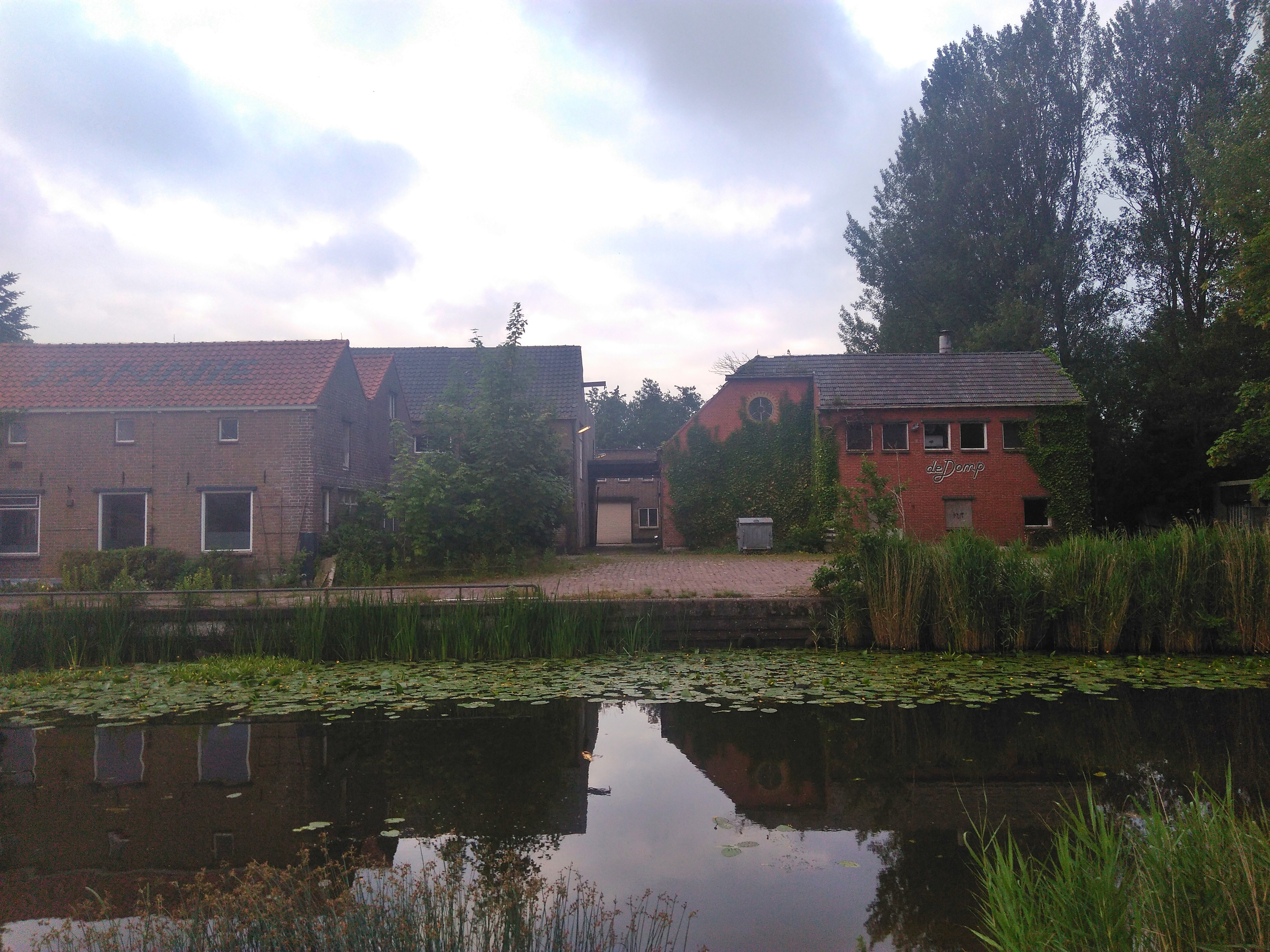
Zicht op de overblijfselen van de Zuivelfabriek te Tzum

Aan de Fabrieksweg, in het westen van Tzum, staan de overblijfselen van een oud zuivelfabriekcomplex met de naam Coöperatieve Stoomzuivelfabriek Tzum. Dit complex is gebouwd in 1897, waarna het nog enkele uitbreidingen kreeg. In 1971 werd de fabriek overgenomen door de coöperatieve zuivelfabriek De Goede Verwachting te Workum. Sinds 1976 is het complex buiten gebruik.

## Molens
Nabij Tzum staan twee spinnenkopmolens: Fatum en Duivenhok.

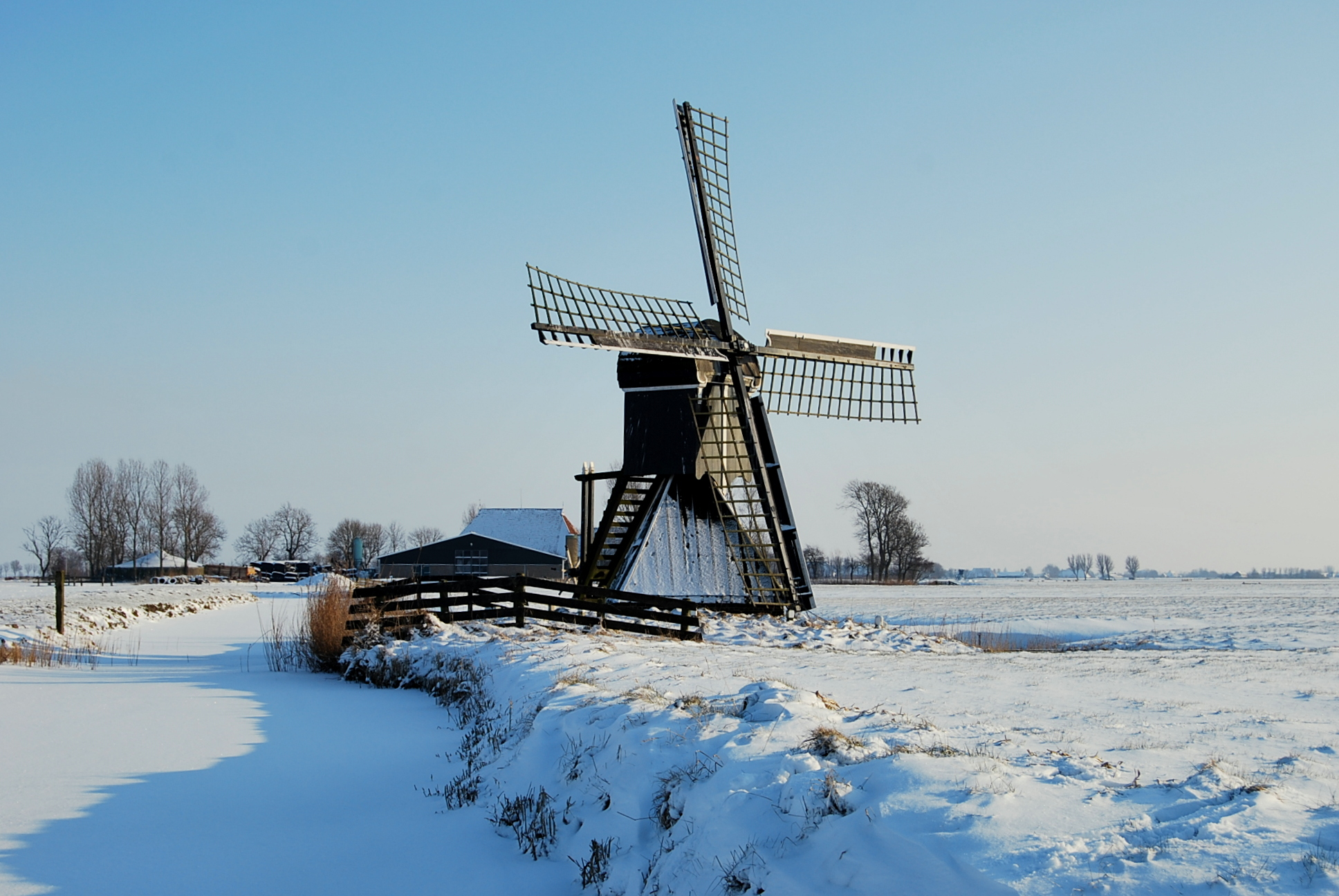
Fatum
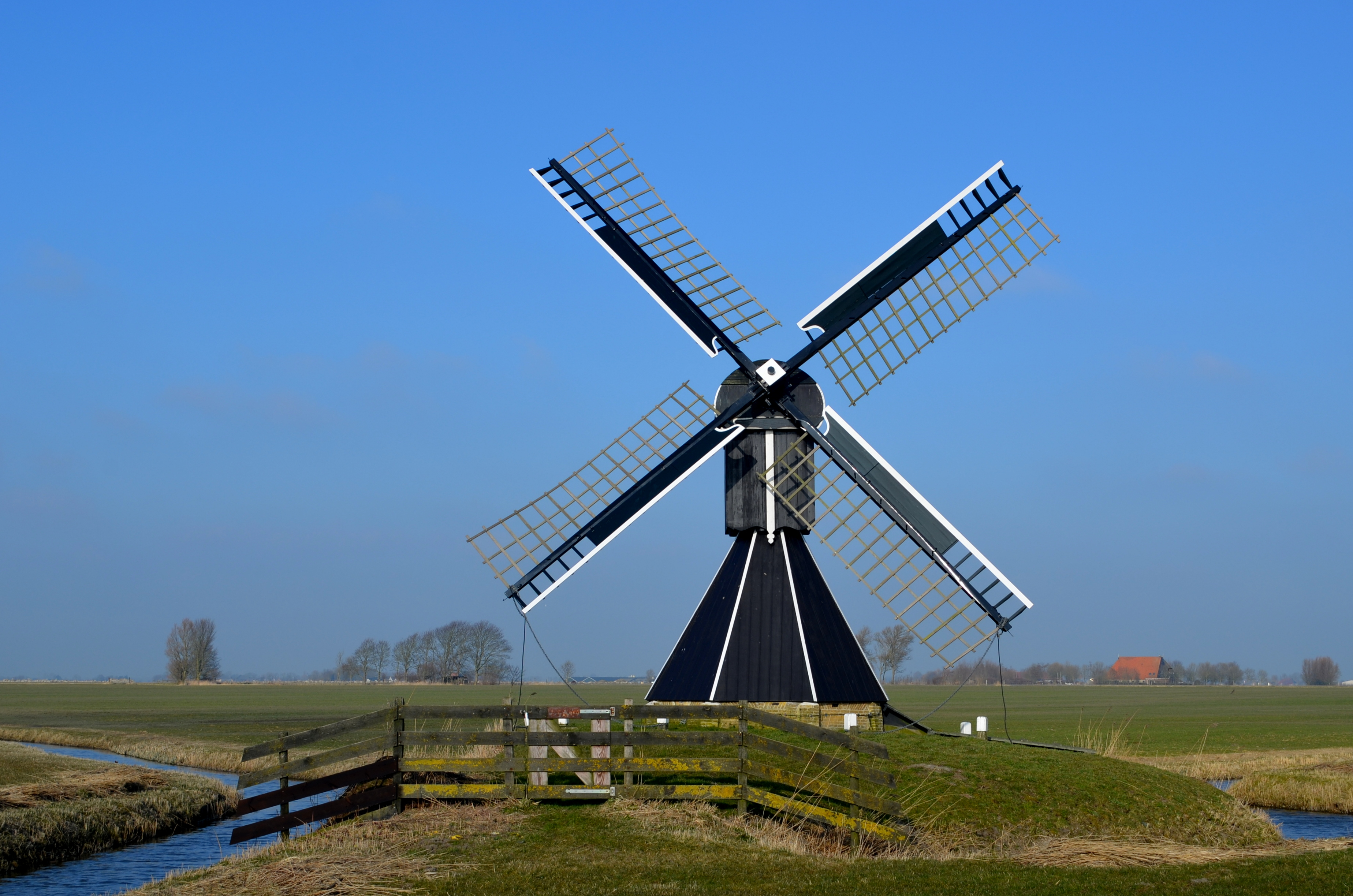
Teetlum

## Tijdschrift vernoemd naar het dorp
Het literair tijdschrift Tzum is naar dit dorp vernoemd. Aangezien het tijdschrift uitgegeven werd door een Friese uitgever, was de redactie op zoek naar een bijzondere Friese plaatsnaam. Toen Sexbierum afviel, kozen ze per acclamatie voor Tzum.

## Bevolkingsontwikkeling
| 1848 | 1913 | 1954 | 1959 | 1964 | 1969 | 1974 | 2004 | 2009 | 2014 | 2018 | 2019 | 2021 | 2023 |
| ---- | ---- | ---- | ---- | ---- | ---- | ---- | ---- | ---- | ---- | ---- | ---- | ---- | ---- |
| 785  | 1080 | 1097 | 1050 | 1018 | 1091 | 1209 | 1167 | 1188 | 1164 | 1138 | 1100 | 1105 | 1110 |

## Geboren
- Jorit Martens, zeeman, overleden tijdens de verovering van de Zilvervloot
- Reynier van Tzum (1600-1670), opperhoofd in Dejima (Japan), en burgemeester van IJlst
- Klaas Douwes (1668-1722)[10], schoolmeester, organist, theoloog en schrijver
- Jan van Dijk Mzn. (1830-1909), predikant
- Oebele Stellingwerf (1848-1897), journalist en politicus
- Ype Keestra (1891-1959), burgemeester
- Anne Hallema (1893-1973), historicus
- Piet Paulusma (1956-2022), weerman
- Sjouke Iedema (1962), kunstenaar

## Openbaar vervoer
- Streekbus 35: Sneek - Scharnegoutum - Bozum - Wieuwerd - Britswerd - Wammerd - Oosterlittens - Baard - Winsum - Welsrijp - Westerend - Tzum - Franeker